# Kutunjärvi
Kutunjärvi eller Kutujärvi är en sjö i Finland. Den ligger i kommunerna Suonenjoki och Kuopio i landskapet Norra Savolax, i den centrala delen av landet, 300 km norr om huvudstaden Helsingfors. Kutunjärvi ligger 109,3 meter över havet. Den är 20 meter djup. Arean är 4,22 kvadratkilometer och strandlinjen är 30,55 kilometer lång. Sjön  ingår i Vuoksens huvudavrinningsområde.   I omgivningarna runt Kutunjärvi växer i huvudsak blandskog. Den sträcker sig 3,8 kilometer i nord-sydlig riktning, och 3,0 kilometer i öst-västlig riktning.
I övrigt finns följande i Kutunjärvi:
- Pekkalansaari (en ö)
- Hirsisaari (en ö)
- Parvialansaari (en ö)
- Kiilusaari (en ö)
- Suurisaari (en ö)
- Orisaari (en ö)
- Hautosaaret (en ö)
- Halkosaari (en ö)
- Vattusaari (en ö)
- Etelämyhkyrä (en ö)
- Nuottakodansaari (en ö)
- Teerisaari (en ö)
- Vapesaaret (en ö)
- Pohjoismyhkyrä (en ö)